# 欧洲熊蜂
欧洲熊蜂（学名：Bombus terrestris）是欧洲最常见的熊蜂之一。蜂后长2-2.7厘米，工蜂1.5-2厘米。工蜂的特点是它们腹部的尾端是白色，看起来与它的近亲明亮熊蜂（Bombus lucorum）很相似，后者的尾巴为白色。
这种蜜蜂回巢的距离最远可达13公里，虽然大多数从巢5公里范围内找寻食物。